# 1er bataillon des Sections Réunies de la Commune et des Arcis de Paris
Le 1er bataillon des Sections Réunies de la Commune et des Arcis de Paris, également appelé bataillon de la Commune et des Arcis, du district de Paris, était une unité militaire de l’armée française créé sous la Révolution française. Il fut également appelé plus simplement 1er bataillon des Arcis.

## Création et différentes dénominations
Le 1er bataillon des Sections Réunies de la Commune et des Arcis de Paris dit bataillon de la Commune et des Arcis est formé le 16 septembre 1792 à Château-Thierry.

## Commandants
- Lieutenant-colonel en chef : Pierre Charles Dumoulin
- Lieutenant-colonel en second : Georges Joseph Berger

## Historique des garnisons, combats et batailles

### 1792
Les compagnies qui entrèrent clans la composition du 1er bataillon des Sections Réunies de la Commune et des Arcis de Paris, également appelé bataillon de la Commune et des Arcis furent levées sur la section de la Maison-Commune et sur celle des Arcis. Les compagnies de la section de la Maison-Commune quittèrent Paris le 13 septembre, et le bataillon fut formé le 16 à Château-Thierry.
Après sa constitution définitive, le bataillon fut dirigé sur Reims, où il arriva le 23 septembre. Placé sous les ordres du général d'Harville, et fait son baptême du feu le même jour sur la hauteur de Bétheniville, près de Pontfaverger.
 
Il fait ensuite partie des troupes de l'armée des Ardennes, qui s'emparèrent de Namur et se trouve au combat du Château d'Assesse, le 29 novembre 1792.

### 1793
En janvier 1793, faisant partie de l'avant-garde du général Neuilly, il occupe Munster-Cornelis, qu'il quitte le 19 février, pour coopérer, par suite de l'invasion de la Hollande, aux opérations du siège de Maastricht. L'armée française se présenta devant la place le 20 février et le 27, le bataillon de la Commune et des Arcis, qui était passé à la 1re division, occupait Terblijt.
Par suite de l'échec d'Aldenhoven, le 1er mars, le siège de Maëstricht est levé le lendemain, et l'armée française bat en retraite.
 Le bataillon combat le 16 mars à Tirlemont, le 18 Neerwinden et le 22 près de Louvain et arrive au camp de Maulde le 21 mars.
À la fin de février 1793, le bataillon se trouvait réduit à un effectif d'environ 300 hommes, officiers et sous-officiers compris. Du 1er mars au 8 mai, il reçut 290 recrues, des sections de Paris, des communes suburbaines, comme celles de Vitry et Gennevilliers, et du département de l'Aisne. Par suite de l'arrivée de ces recrues, le bataillon fut recomplété, ce qui permit de former les 7e et 8e compagnies, qui restaient à organiser, et de constituer la compagnie de grenadiers.
Le 5 avril, il est, avec le bataillon des Amis de la Patrie, un des premiers à se prononcer contre Dumouriez. Le même jour, il quitte le camp de Maulde pour se rendre à Famars. Une centaine d'hommes détachés en qualité de tirailleurs combattit le 30 mars 1793 dans le bois de Bon-Secours, près Condé, dont un certain nombre d'hommes émigrèrent, du 5 au 8 avril, avec leur capitaine. Le reste du détachement de la compagnie de chasseurs qui demeura fidèle à la République, est alors envoyé aux postes des villages de Quarouble et de Rombies.
Le bataillon de la Commune et des Arcis demeura au camp de Famars et prit part aux affaires successives des 1er, 6, 8, 9 et 10 mai, à Raismes, dans le bois de Bonne-Espérance et près des retranchements de l'abbaye de Vicogne, afin de dégager Valenciennes. Il y eut des pertes sérieuses à l'affaire du 8 mai : un certain nombre de blessés furent transportés à Valenciennes, des égarés s'y réfugièrent et tous furent faits prisonniers de guerre lors de la capitulation de la place.
Du 15 au 30 mai, le bataillon reçut 75 recrues, fournies, par les départements d'Eure-et-Loir et de la Marne. Il ne prit part à aucune affaire après celle du 8 mai 1793. II occupa le camp de César, le 31 mai, fut mis en garnison à Landrecies au mois de juillet et y demeura le mois d'août. Il se trouvait au Nouvion, dans le département de l'Aisne en octobre, faisant alors partie du corps dit armée intermédiaire aux ordres du général Belair. Il participa à différents petits combats et principalement au choc de Catillon le 31 octobre 1793 avec le général Parant ou les troupes françaises furent attaquées et contraintes de se replier sur la forêt du Nouvion et Guise, en arrière d'Etreux.

### 1794
De décembre 1793 à mars 1794 le bataillon est cantonné à Montigny-en-Arrouaise mais tient des avant-postes, à Etreux et au Nouvion ou il eut quelques combats.
Le 29 mars 1794, il se bat au Cateau-Cambrésis (en).
Le 6 avril 1794, alors en cantonnement de Bohain, 1er bataillon des Sections Réunies de la Commune et des Arcis de Paris est amalgamé, avec le 2e bataillon du 89e régiment d'infanterie (ci-devant Royal-Suédois) et le 6e bataillon bis de volontaires du Calvados pour former la 162e demi-brigade de première formation.

## Personnalités
- Pierre Charles Dumoulin

### Georges Joseph Berger
Georges Joseph Berger, originaire de Lyon, est né vers 1760.

Il est soldat aux gardes françaises à partir de 1779. Ayant pris fait et cause avec le peuple, le régiment est licencié par le roi en 1789. Georges Joseph Berger s'engage alors dans la garde nationale parisienne soldée, en tant que sergent de 1789 à 1791. En janvier 1792 il passe au 103e régiment d'infanterie, mais se retire en août 1792.
Devenu capitaine d'une compagnie de volontaires le 13 septembre 1792, il est élu lieutenant-colonel en second du1er bataillon des Sections Réunies de la Commune et des Arcis de Paris le 16 septembre 1792 et devient chef de bataillon à la 162e demi-brigade de première formation.
Passé, en 1796, à la 103e demi-brigade de deuxième formation
deuxième formation  il est blessé à la bataille d'Hohenlinden le 2 décembre 1800 et prend sa retraite en 1809.